# Amegilla walkeri
Amegilla walkeri es una especie de abeja excavadora perteneciente al género Amegilla, categorizada en la tribu Anthophorini, de la subfamilia Apinae. Fue descrita científicamente por el naturalista inglés Theodore Dru Alison Cockerell en 1905.
La hembra mide 12 mm de longitud, las alas anteriores 8,5 mm; el macho mide 10 mm de longitud y las alas anteriores 7 mm.

## Distribución
La especie se distribuye por Australia, en Australia Occidental, Queensland y Territorio del Norte (isla Melville).